# Damenstiftstraße
Die Damenstiftstraße in München liegt in der Altstadt und verläuft von der Kreuzstraße bis zur Eisenmannstraße.

## Geschichte
Die Damenstiftstraße ist nach dem früher an dieser Straße gelegenen katholischen Kloster Damenstift St. Anna der Salesianerinnen benannt, dem im 18. und 19. Jahrhundert auch ein großes Krankenhaus angeschlossen war. Es wurde auf Veranlassung von Kurfürst Karl Albrecht von 1732 bis 1735 errichtet. Der Entwurf für die Kirche stammt von Johann Baptist Gunetzrhainer, dessen Bruder Ignaz Anton Gunetzrhainer leitete die Bauausführung. Nach dem Auszug der Salesianerinnen wurde von der Kurfürstin Maria Anna, am 13. Januar 1785 deren Kloster in ein Damenstift für adlige Frauen umgewandelt, das bis 1802 bestand. Das Gebäude diente seitdem Schulzwecken. In dem 1944 und 1945 ausgebombten Gebäude Damenstiftstraße 3 befindet sich heute die Städtische Salvator-Realschule für Mädchen.

## Lage
Die Damenstiftstraße verläuft von der Kreuzstraße, an den Einmündungen der Josephspitalstraße und Brunnstraße, bis zur Eisenmannstraße, an den Einmündungen der Herzogspitalstraße und dem Altheimer Eck.

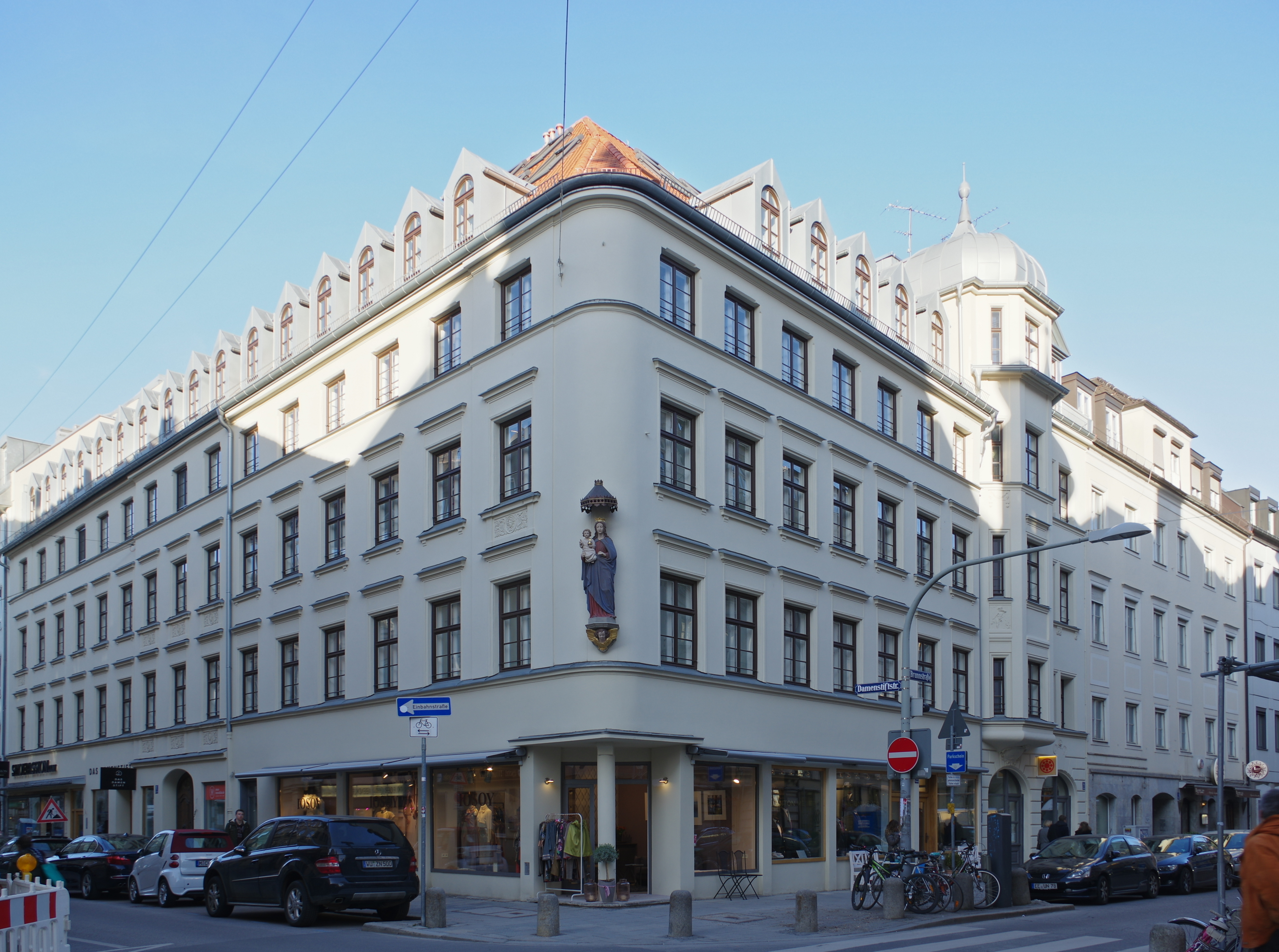
Damenstiftstraße 11, Ecke Brunnstraße
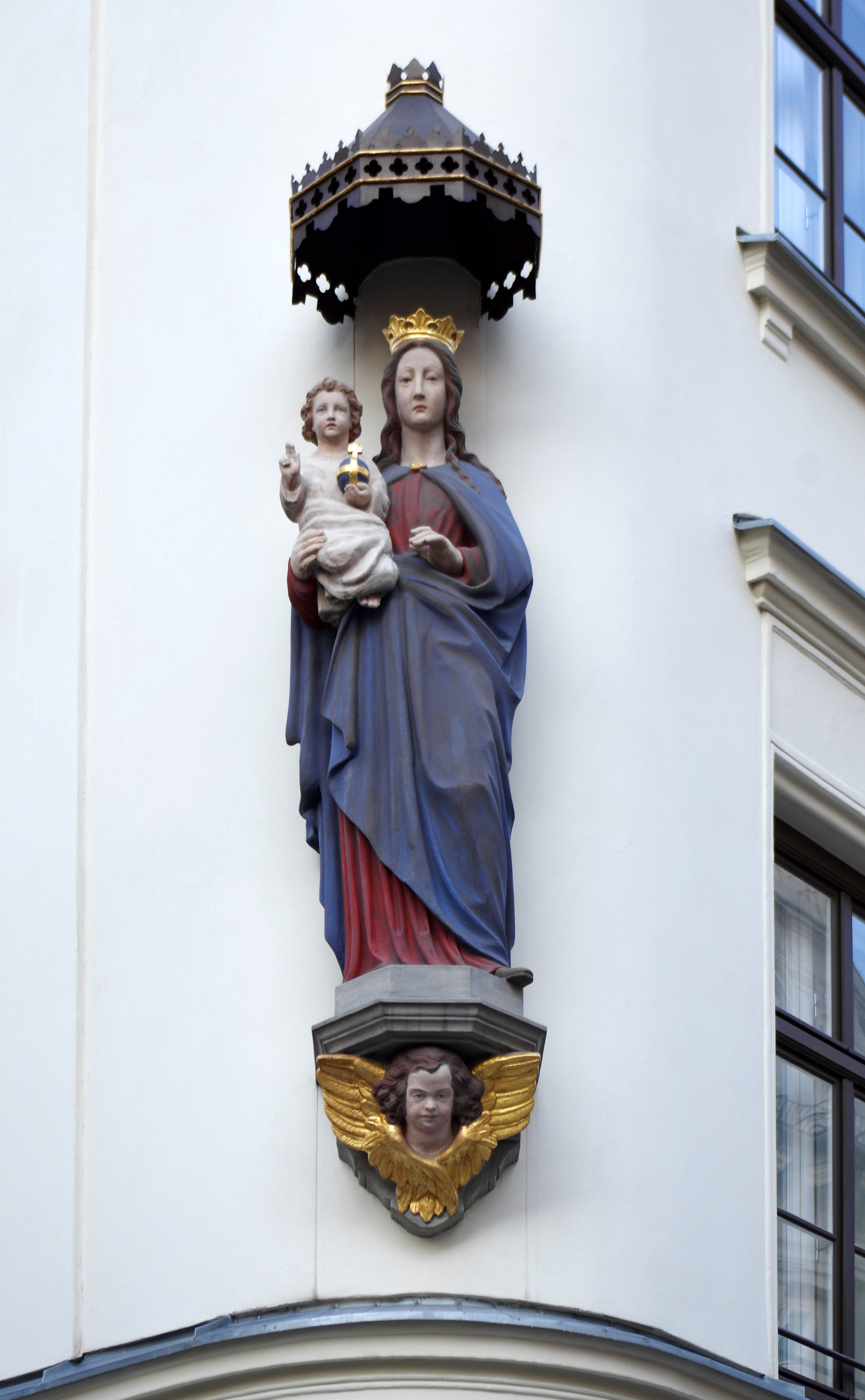
Marienfigur an der Damenstiftstraße 11
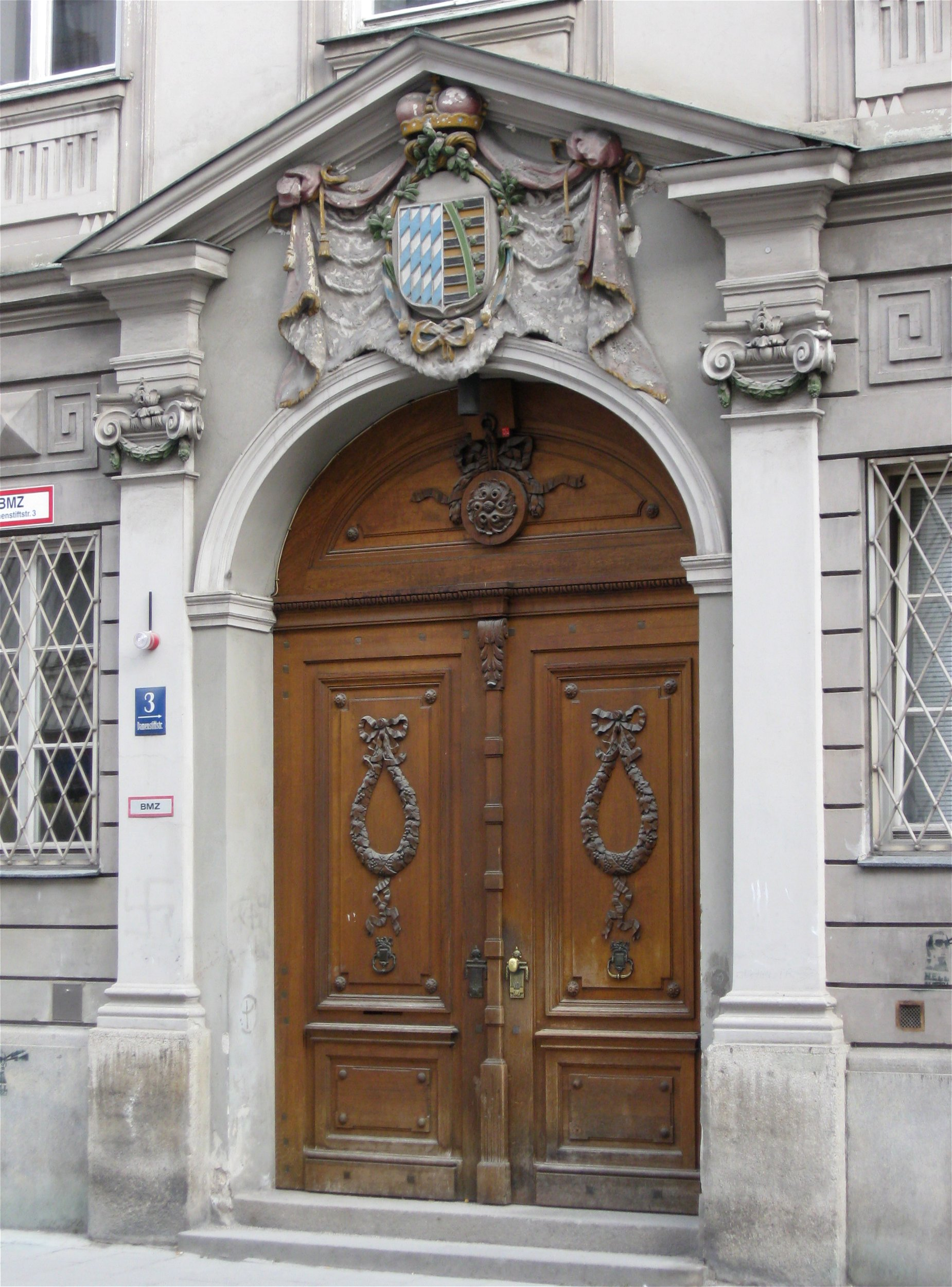
Damenstiftstraße 3, Eingangsportal zur Salvator-Realschule
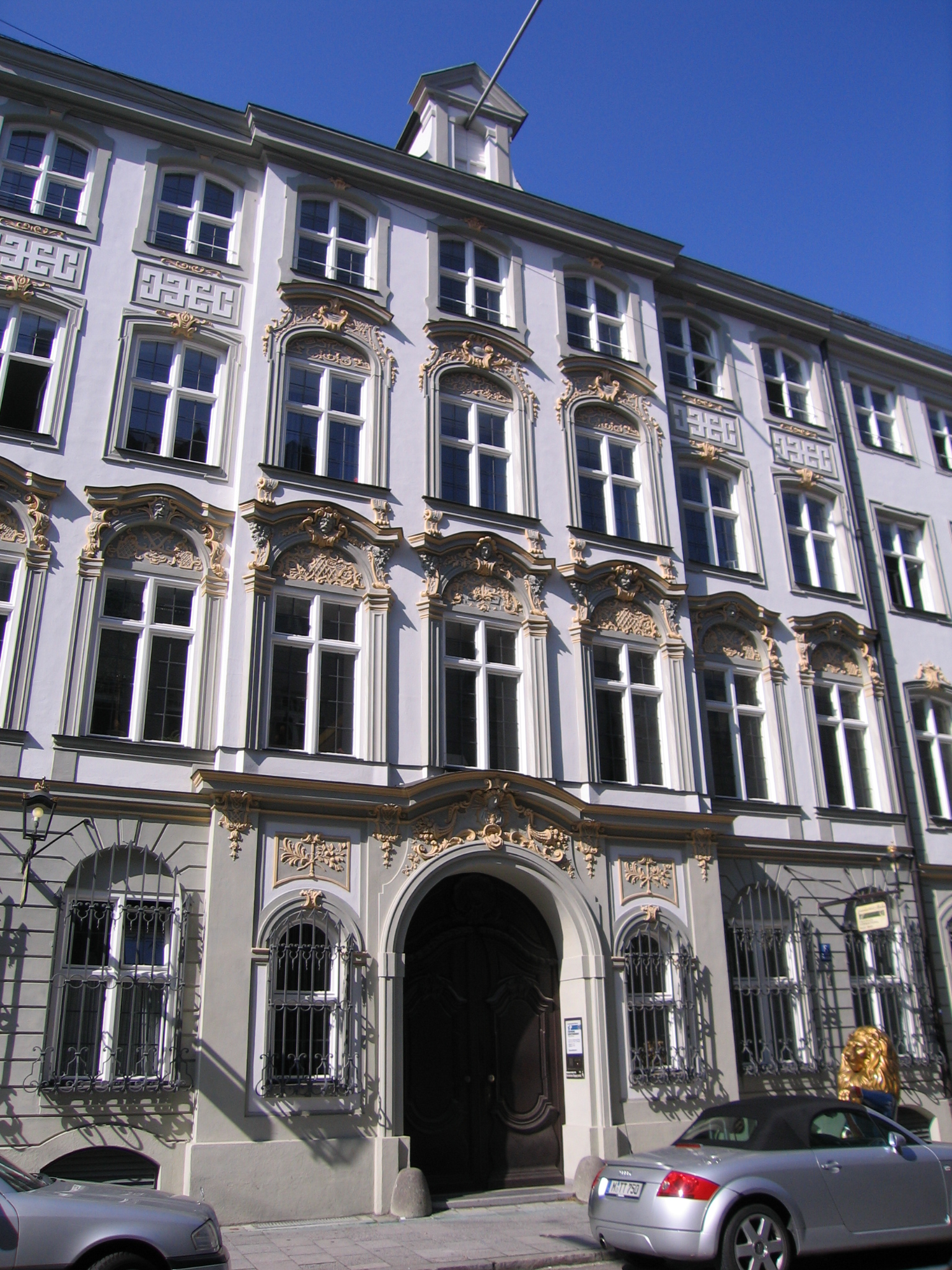
Damenstiftstraße 8, Palais Lerchenfeld, von Ignaz Anton Gunetzrhainer
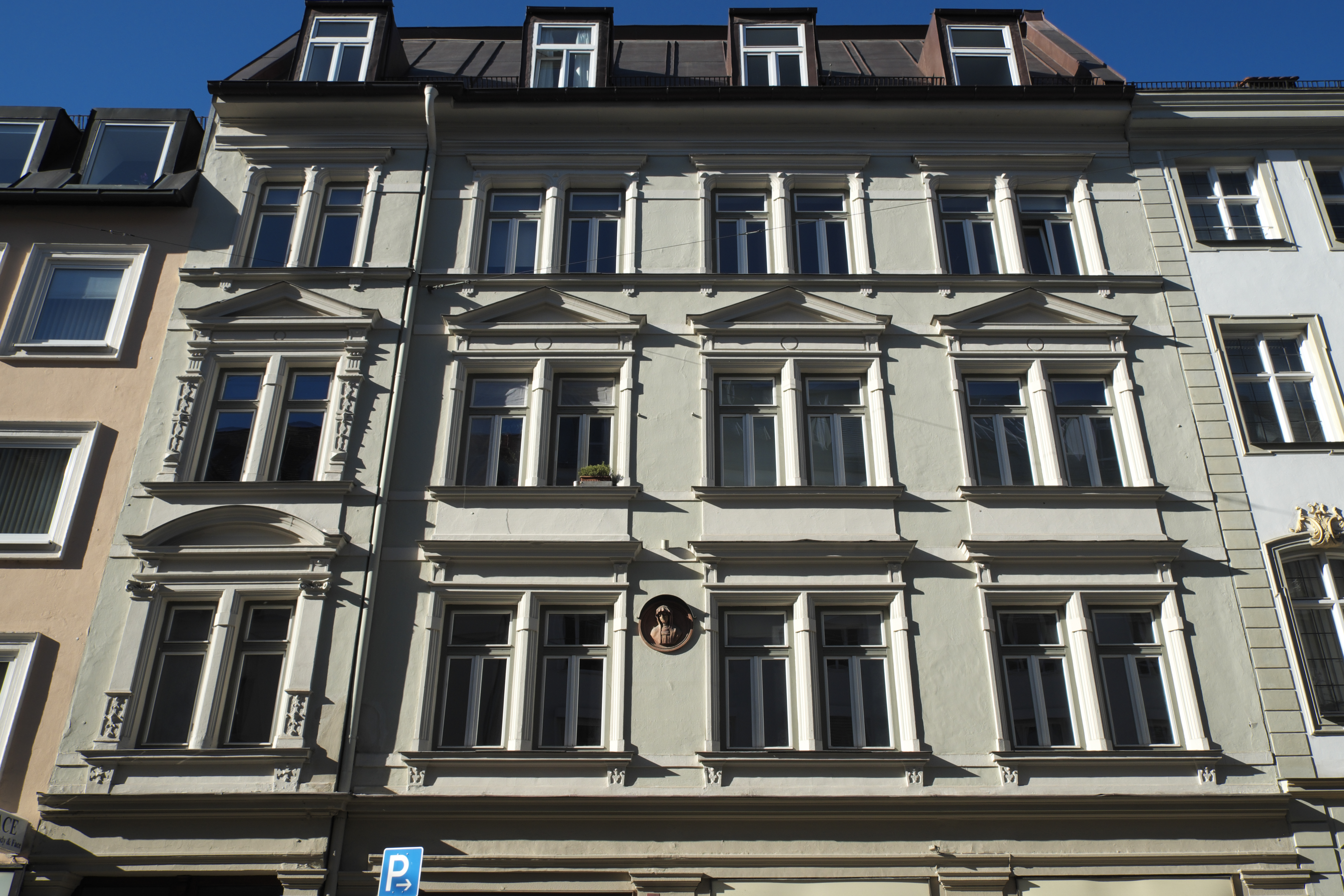
Damenstiftstraße 12
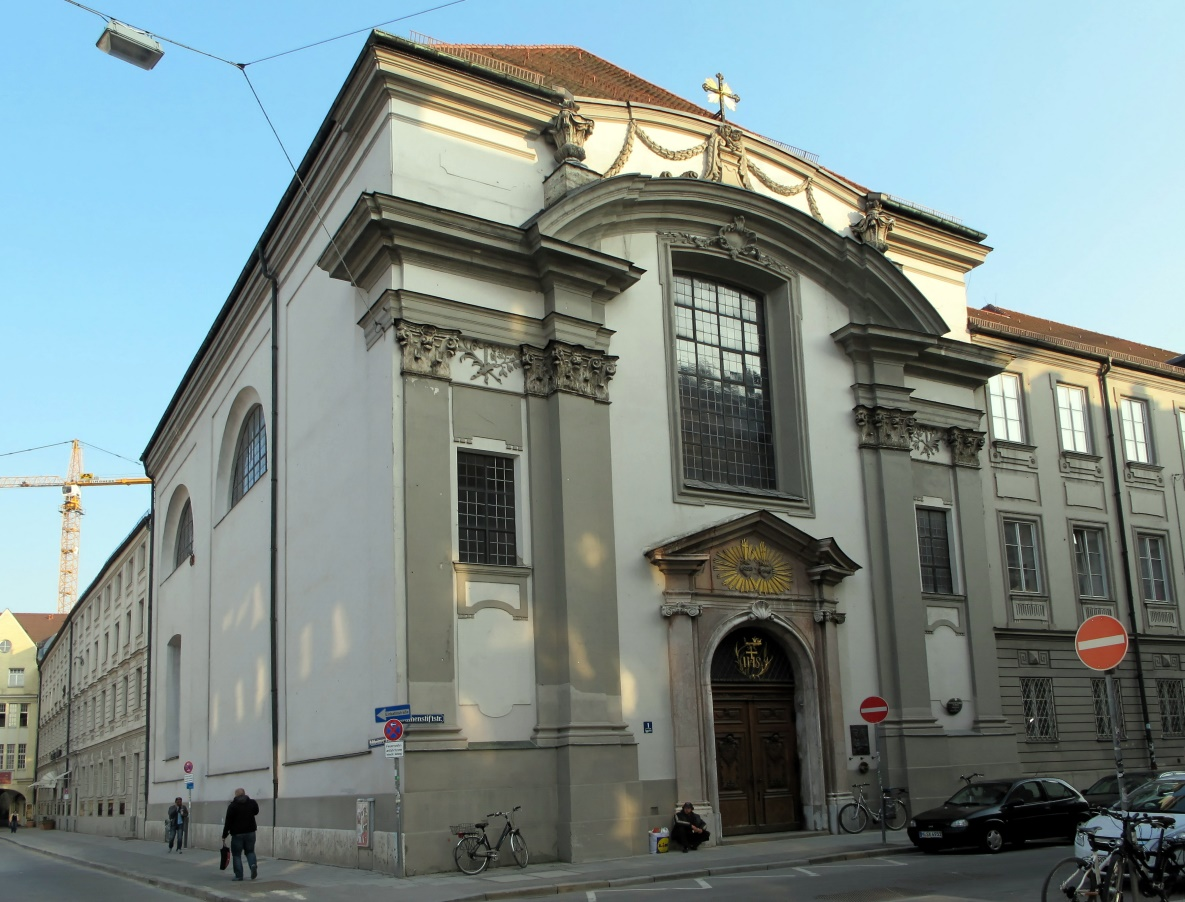
Damenstiftskirche St. Anna, Damenstiftstraße Ecke Altheimer Eck
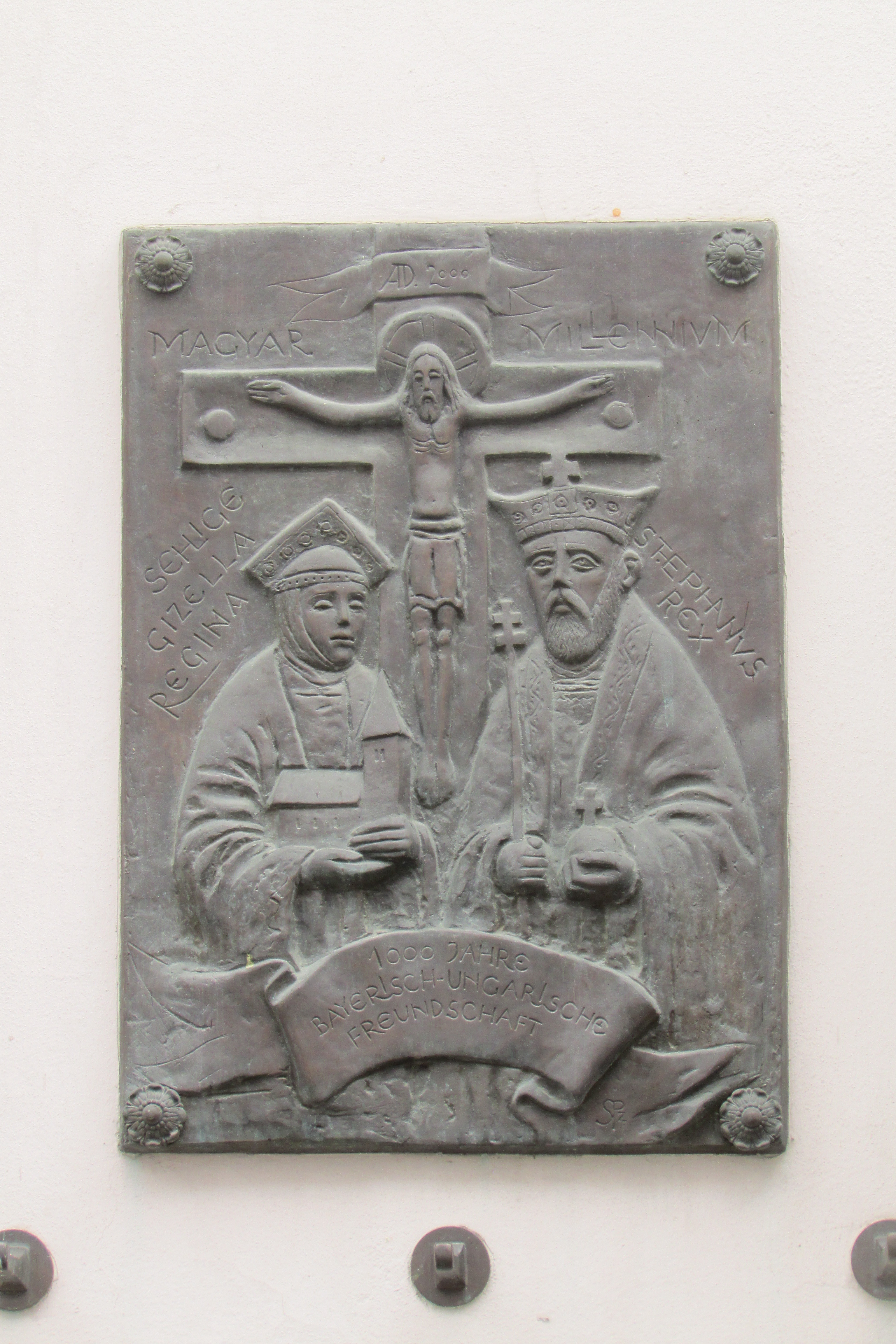
Gedenktafel an der Damenstiftskirche zur 1000-jährigen ungarisch-bayerischen Freundschaft
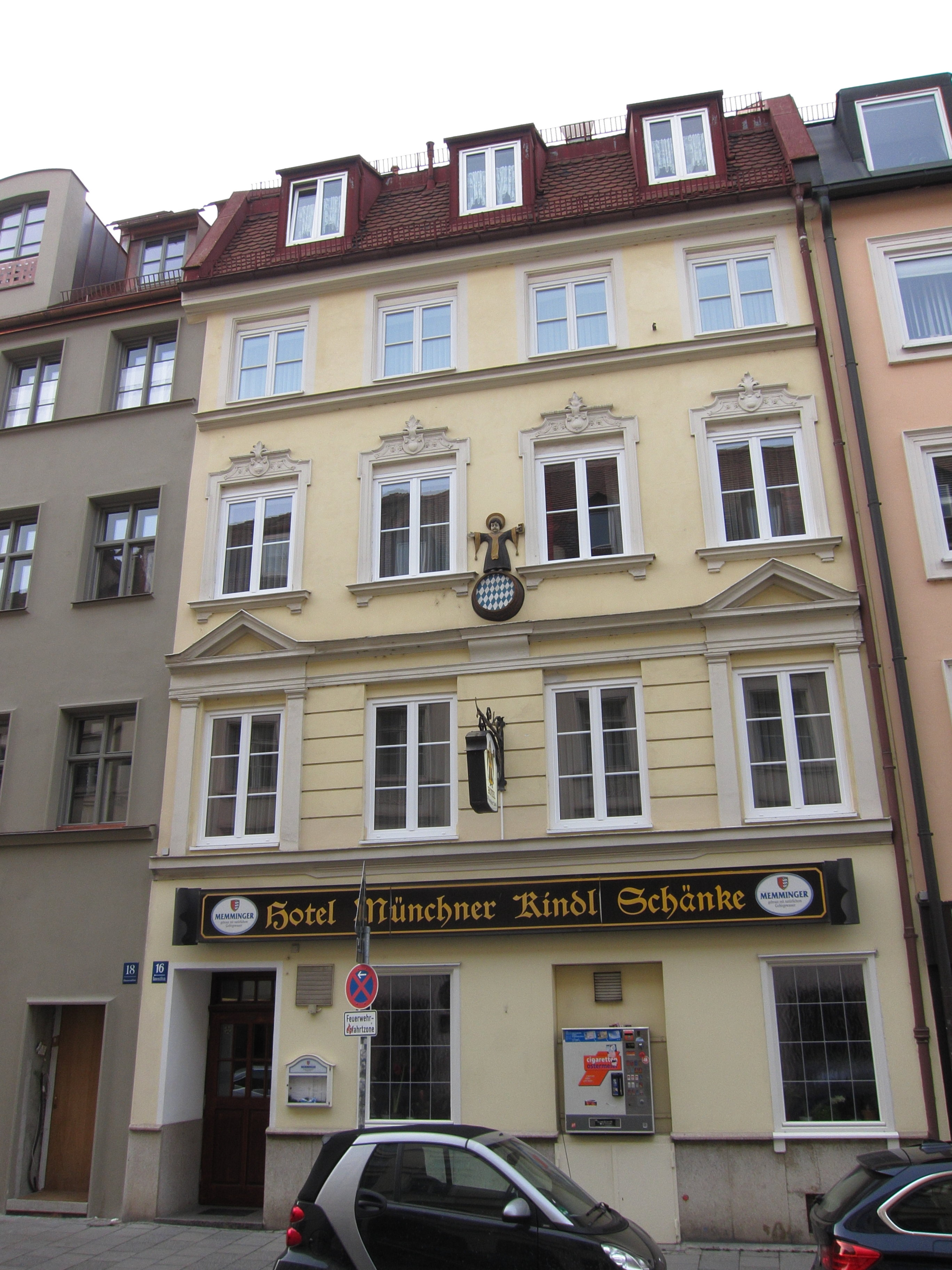
Damenstiftstraße 16, mit Münchner Kindl